# Microregione di Médio Oeste
Médio Oeste è una microregione dello Stato del Rio Grande do Norte in Brasile, appartenente alla mesoregione di Oeste Potiguar.

## Comuni
Comprende 6 comuni:
- Campo Grande
- Janduís
- Messias Targino
- Paraú
- Triunfo Potiguar
- Upanema